# Stephen Eustáquio
Stephen Antunes Eustáquio (* 21. Dezember 1996 in Leamington, Ontario) ist ein kanadisch-portugiesischer Fußballspieler, der als defensiver Mittelfeldspieler für den FC Porto in der Primeira Liga und die kanadische Nationalmannschaft spielt.

## Karriere

### Verein
Eustáquio wurde als Sohn portugiesischer Eltern in Kanada geboren und zog im Alter von 7 Jahren nach Portugal. Nachdem er bei Nazarenos im Amateurfußball begonnen hatte, spielte er zwei Spielzeiten lang in der dritten Liga bei SC União Torreense. Am 7. Juni 2017 unterschrieb Eustáquio für eine ungenannte Ablösesumme bei Leixões SC. Am 23. Juli bestritt er sein erstes Spiel bei einem 2:0-Heimsieg gegen Académico de Viseu in der ersten Runde der Taça da Liga, und debütierte am 6. August bei der 1:4-Auswärtsniederlage gegen Real Sport Clube in der Segunda Liga.
Eustáquio schloss sich GD Chaves am 31. Januar 2018 an, nachdem seine Ausstiegsklausel in Höhe von 500.000 Euro gezahlt worden war. Vier Tage später gab er sein Debüt in der Primeira Liga, als er beim 2:1-Auswärtssieg gegen den CD Feirense die gesamte Partie bestritt. Am 14. April erzielte er sein erstes Tor in der Primeira Liga, als er seiner Mannschaft beim 3:3-Unentschieden bei Boavista Porto half.
Nach zwei Jahren bei Chaves und 26 absolvierten Ligaspielen wechselte Eustáquio am 15. Januar 2019 zu Cruz Azul in die mexikanische Liga MX. Bei seinem Debüt in der Liga gegen Club Tijuana musste er jedoch mit einer Verletzung auf der Trage vom Platz getragen werden. Nach einer achtmonatigen Verletzungspause kehrte Eustáquio am 22. September 2019 auf das Spielfeld zurück und spielte in der Vorbereitung auf seine Rückkehr in der U20-Mannschaft.
Im Dezember 2019 wurde Eustáquio für den Rest der Saison von dem portugiesischen Erstligisten Paços de Ferreira als Leihspieler unter Vertrag genommen. Bei Paços de Ferreira gab Eustáquio sein Debüt im europäische Fußball, als er für den Verein in der Europa Conference League antrat. Im Januar 2022 wurde Eustáquio für den Rest der Saison an den FC Porto ausgeliehen, mit einer Kaufoption. Am 31. Mai 2022 zog Porto die Kaufoption und unterzeichnete mit Eustáquio einen Vertrag bis 2027. Nachdem er zum Stammspieler der von Sérgio Conceição trainierten Mannschaft geworden war, erzielte er am 30. September beim 4:1-Heimsieg gegen den Sporting Braga sein erstes Tor für Porto.

### Nationalmannschaft
Der in Kanada geborene Eustáquio vertrat Portugal in der Jugend. Im Jahr 2019 entschied er sich jedoch für die kanadische Nationalmannschaft. Sein Debüt gab er am 15. November 2019, als er in der zweiten Hälfte der 1:4-Auswärtsniederlage gegen die Vereinigten Staaten für Mark-Anthony Kaye eingewechselt wurde. Er war Teil der Mannschaft, die beim CONCACAF Gold Cup 2021 das Halbfinale erreichte und qualifizierte sich mit Kanada für die Fußball-Weltmeisterschaft 2022.

## Persönliches
Eustáquios älterer Bruder, Mauro, ist ebenfalls ein ehemaliger professioneller Fußballspieler. Er vertrat Kanada auf der U20- und U23-Ebene.

## Erfolge
FC Porto
- Portugiesischer Meister: 2022
- Portugiesischer Supercupsieger: 2022
- Portugiesischer Pokalsieger: 2022